# Aetideopsis antarctica
Aetideopsis antarctica är en kräftdjursart som först beskrevs av Wolfenden 1908.  Aetideopsis antarctica ingår i släktet Aetideopsis och familjen Aetideidae. Inga underarter finns listade i Catalogue of Life.